# Puma (marca)
Puma SE pronunciación alemana:[puˌma] (escuchar)ⓘ es una empresa alemana fabricante de accesorios, ropa y calzado deportivo, cuya sede principal está en Herzogenaurach, Alemania. Con 4.100 millones de euros en ventas anuales, una ganancia consolidada de 135,8 millones de euros y 11.389 empleados en 2017, Puma se encuentra presente en más de 120 países y es el tercer proveedor de equipos deportivos más grande del mundo detrás de Nike y Adidas.

## Historia
En 1924, los hermanos Rudolf Dassler y Adolf "Adi" Dassler habían fundado la empresa Gebrüder Dassler Schuhfabrik (fábrica de zapatos hermanos Dassler), pero en 1948 se separaron en dos empresas independientes: Rudolf Dassler creó Ruda (derivado de su nombre Rudolf Dassler), y Adi Dassler creó Adidas (derivado de su nombre Adi Dassler). Posteriormente, Ruda se convirtió en Puma.
Desde 1986 cotiza en la Bolsa de Fráncfort y entre sus accionistas se encuentran Artémis (29%) y Kering (9.8%).

## Logotipo
El logotipo fue creado en 1948, inspirado en el puma, felino salvaje que se caracteriza por su velocidad, fuerza y agilidad. En un principio el logo tenía ojos y nariz, que fueron eliminados en 1979. El logotipo de PUMA es uno de los más conocidos en cuanto a marcas deportivas se refiere. La marca alemana utilizó el significado de la palabra "puma" en español para incluir un imagotipo figurativo en su logo. Un puma acompaña al nombre de marca. Para la palabra se emplea una tipografía de palo seco y al mismo tiempo redondeada, de color sólido. Todo lo contrario que el puma del logotipo, que se encuentra en posición de ataque, saltando hacia arriba.
El logotipo originalmente era un puma saltando un agujero, después tuvo bastantes cambios, en 1951 se añadió texto, en 1968 volvió a ser un puma, pero menos estirado, y luego de 1970 para adelante se convirtió en el que todos conocemos, pasando por unos pequeños cambios hasta ahora.
Tradicionalmente el logo es negro, pero es muy frecuente verlo también en rojo, que es por el que está apostando mucho la empresa. El logotipo de PUMA es reconocido tanto la tipografía como el imagotipo, aunque podemos ver muchas veces que tan solo aparece el puma, puesto que tiene entidad propia y ya se identifica con la marca, pero rara vez se ve el caso contrario, en que tan solo aparezcan las letras.
Su especialización siempre han sido las zapatillas. De hecho, la empresa fue pionera en calzado profesional para futbolistas y deportistas olímpicos, pero en fases posteriores la empresa ha ido evolucionando territorialmente y en cuanto a gama de productos. Las zapatillas PUMA, con su logotipo en un lado son las más conocidas.
Los primeros propietarios de Adidas y PUMA fueron hermanos que, por motivos personales, decidieron crear diferentes empresas. 
En marzo de 2010, Puma compra la marca estadounidense Cobra Golf.

## Proveedor deportivo

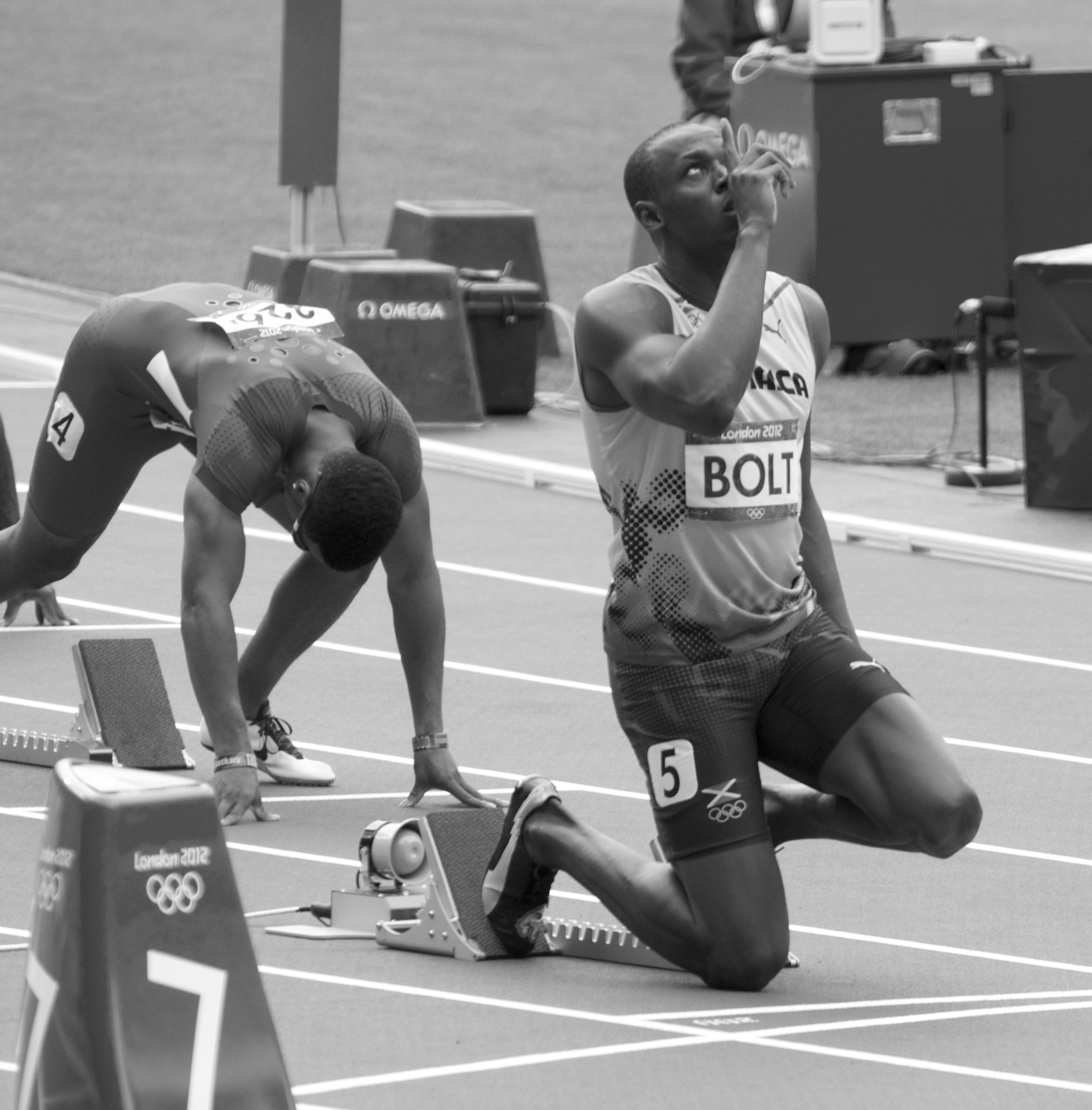
Calzado de Usain Bolt

Puma asimismo ha destacado por su apoyo y patrocinio a varias selecciones nacionales de fútbol, y selecciones de rugby. También es el patrocinador de Usain Bolt, así como de equipos de críquet, golf, automovilismo con Scuderia Ferrari, Mercedes-Benz, Red Bull Racing y otros deportes de motor y automóviles de BMW.[cita requerida]. Además, provee al Club Atlético Independiente de Avellaneda, de Argentina
La marca Puma no solo está vinculada al deporte, pues, por ejemplo, ha fichado al DJ Deadmau5 a finales de 2011, sacando una serie de ediciones de zapatillas o botines con su propio logo. Estos botines se pueden ver en un vídeo promocional mientras suena su gran famoso tema Ghosts N Stuff. Además Deadmau5 sale en el vídeo y esta vez con un casco en el cual lleva el logo de Puma. Igualmente ha fichado al rapero mexicano Aczino, al cantante canadiense The Weeknd, con su sello discográfico XO en 2016 sacando su propia línea de ropa y calzado, e incluso lució una zapatillas Puma Ignite Limitless en el video de su famosa canción "Starboy" y a modelos como la británica Cara Delevingne. También a grandes estrellas del fútbol, tales como los argentinos Diego Armando Maradona y Sergio Agüero, el español Cesc Fàbregas, el italiano Mario Balotelli, el belga Romelu Lukaku, el marfileño Yaya Touré, los franceses Antoine Griezmann y Olivier Giroud, el uruguayo Luis Suárez, el alemán Marco Reus, los ingleses Jack Grealish, Kyle Walker, los brasileños Ederson Moraes y la superestrella Neymar, este quien dejó a la empresa norteamericana Nike para optar por la firma alemana y siendo el contrato de patrocinio más caro a un futbolista por parte de la marca.[cita requerida]
Además de que tiene la barbadense Rihanna con una línea de ropa y zapatos que ella misma diseña. Recientemente la marca alemana sumó a la cantante británica Dua Lipa.

## Controversia
La marca ha causado controversia en los terrenos de fútbol al innovar en el terreno de los uniformes. Tal es el caso del UNIQT, en el cual la FIFA prohibió su uso al calificarlo de irreglamentario (consideró que al estar cosido el pantalón con la camiseta, se entendía que era una única pieza en lugar de dos). Este uniforme solo fue utilizado en la Copa Africana de Naciones de 2004 por la selección nacional de Camerún (la cual fue penalizada con 6 puntos por su uso). Posteriormente Puma demandó a FIFA (ganando PUMA en 2005), acusándola sobre su postura al ser fruto de una cesión a favor de presiones de su rival Adidas, tras lo cual surgió aquella vaga excusa de prohibición, la cual además consideró que dañaba seriamente la imagen de la empresa, pidiendo 2,5 millones de euros de indemnización (aún por saber si FIFA tendrá o no que abonarlos).[cita requerida]
El uniforme, además de encontrarse cosidas sus dos partes, se caracterizaba porque la camisa se ceñía completamente al cuerpo, destacando por tanto la imposibilidad del contrario de producir tirones al jugador en su indumentaria y beneficiar el juego limpio.[cita requerida]

### Caso Puma contra Estudio 2000
En 2010 Puma tuvo otros problemas, ya que todos los derechos de la popular marca Puma, que asomaba en las camisetas de la selección de Camerún del Mundial de Fútbol en 2010, no pertenecían a la empresa alemana en España, sino que pertenecían a una empresa alicantina, y ahí permanecieron los derechos hasta que la firma le pagase un total de 98 millones de euros. La compañía alemana de productos deportivos ganó la disputa que hacía años tenía con la compañía española, pero la victoria fue agridulce, o más bien, cara, ya que Puma recuperó los derechos de la marca en España, que hasta entonces estaban en posesión de Estudio 2000, aunque, a cambio, tendría que pagar 98 millones de euros a la empresa española con sede en Elche. Puma explicó la resolución en un comunicado en el que apuntó que la sentencia del Tribunal de Arbitraje encargado de resolver el conflicto que mantenían ambas empresas desde hacía tiempo declaró que «el antiguo titular de la licencia de la empresa en España, Estudio 2000, propietario de varios derechos de la marca Puma, estaba obligado a entregar estos derechos» a la compañía alemana. Asimismo, apuntaba que con la recuperación de todo lo relacionado con el nombre, la imagen y la marca en España, Puma se convertiría «en última instancia en el propietario de todos los derechos y podrá hacerse cargo del funcionamiento del negocio operativo en España, garantizando así una estrategia de gestión de marca coherente».[cita requerida] A pesar de haber recuperado los derechos, la marca Puma aún creía que podía ahorrarse el elevado precio a pagar, y por ello aseguraba también que, «después de una valoración jurídica exhaustiva», recurriría la decisión de arbitraje, ya que la dirección consideraba que era más probable «un fallo favorable» que al contrario.